# Copiii minții
Copiii minții (engleză Children of the Mind) este un roman științifico-fantastic din 1996 scris de Orson Scott Card. Este al patrulea roman din Saga lui Ender. Această carte a fost inițial partea a doua a romanului Xenocid, înainte ca această carte să fie împărțită în două romane.
Romanul îi reintroduce ca personaje pe Peter și Valentine, frații lui Ender, născuți din nou direct din mintea lui.

## Intriga
Lusitania, noua planetă adoptivă a lui Ender, este pe cale de a fi dezintegrată de către o flotă interstelară pentru a preveni răspândirea în restul galaxiei a unui pretins virusului extrem de infecțios numit descolada (sau ceea ce o fi cu adevărat).
La începutul Copiilor minții, Jane - avansata inteligență computerizată - își folosește abilitățile recent descoperite pentru a transporta instantaneu gândacii, oamenii și "porcușorii" în afara universului și înapoi, mutându-i pe planete locuibile îndepărtate. Memoria și concentrarea ei slăbesc, deoarece vasta rețea computerizată la care era legată prin ansiblu începe să fie închisă. Pentru a supraviețui, trebuie să găsească o cale de a-și transfera aiúa (sufletul) într-un corp omenesc.
Peter și Wang-Mu călătoresc pe Vântul Divin și pe Pacifica pentru a convinge un grup din Congresul Stelar, condus de japonezi, să revoce ordinul de distrugere al Lusitaniei. Urmărind în sens invers firul luării deciziei, ei reușesc să îi arate unui filozof influența pe care o are asupra Congresului Stelar. După o serie de evenimente, filozoful convinge Congresul Stelar să oprească flota Lusitania. Însă amiralul aflat la conducerea flotei încalcă ordinul și face ceea ce crede că ar fi făcut Ender Wiggin, primul Xenocid, lansând Doctorașul.
Jane primește trupul tinerei Val, scăpând de distrugere când ansiblul este închis. Ea reușește să transporte în continuare navele stelare instantaneu împrumutând capacitatea mentală vastă a copacilor-mamă ai "porcușorilor". Ea îi duce pe Peter și pe Wang-Mu suficient de aproape de Doctoraș pentru a-l aduce înapoi în flota Lusitania, unde este dezarmat și dezasamblat.
Aiúa lui Ender i-a părăsit trupul deteriorat pentru a intra în cel al lui Peter. Jane se îndrăgostește de Miro, iar Peter de Si Wang-mu. Cele două cupluri se căsătoresc sub unul dintre copacii-mamă ai pequeninos în ziua funerariilor lui Ender. Eforturile lui Peter dau în cele din urmă rezultate, distrugerea Lusitaniei fiind evitată. Povestea se încheie cu plecarea celor două cupluri către o destinație necunoscută, prin intermediul abilităților lui Jane.